# Aloe x principis
Aloe x principis é uma espécie de liliopsida do gênero Aloe, pertencente à família Asphodelaceae.